# Colostygia hesperina
Colostygia hesperina là một loài bướm đêm trong họ Geometridae.